# Numeri de La difesa della razza
La lista di tutti i numeri de La difesa della razza, quindicinale edito tra il 5 agosto 1938 e il 20 giugno 1943 (per un totale di 117 numeri) in Italia, sotto il regime fascista.
La numerazione dei numeri ricomincia in corrispondenza con l'inizio dell'anno dell'era fascista.

## Numeri

### Anno I (1938)
n. 1 - 5 agosto 1938
- Razzismo italiano, p. 1
- Il partito e il razzismo italiano, p. 2
- T.I. (Telesio Interlandi), Presentazione. Criminalità ebraica, pp. 3-4
- T.I., Razza e percentuale, p. 5
- T.I., Evoluzione del concetto di razza, pp. 6-7
- A. Solmi, L'unità etnica della nazione italiana nella storia, pp. 8-11
- L. Cipriani, Razzismo, pp. 12-13
- G. Landra, La razza e le differenze razziali, pp. 14-15
- G.L. (G. Landra), I bastardi, pp. 16-17
- F. Savorgnan, I problemi della razza e l'opportunità di un'inchiesta antropometrica sulla popolazione italiana, p. 18
- M. Ricci, Eredità biologiche e razzismo, p. 19
- E. Zavattari, Ambiente naturale e caratteri biopsichici della razza italiana, pp. 20-21
- A. Donaggio, I caratteri della romanità, pp. 22-23
- L. Franzì, Può esistere un razzismo in medicina?, pp. 24-25
- M. Lelj, Una Questione di genio, p. 26
- G. Almirante, L'editto di Caracalla, pp. 27-29
- G. Pensabene, La borghesia e la razza, pp. 30-31
- Q. Flavio, I sette peccati, pp. 32-33
- Q. Flavio, L'odio ebraico per le altre razze, p. 34
- L. Businco, I giovani e la razza italiana, p. 35
- C. Magnino, Gli ebrei e l'agricoltura, pp. 36-38
- C. Magnino, Controllo del movimento culturale ebraico in Germania, pp. 39-40

n. 2 - 20 agosto 1938
- Interlandi Telesio, Conoscere gli ebrei, p. 8
- Landra Guido, Concetti del razzismo italiano, pp. 9-11
- Landra Guido, La forma dei capelli nelle razze umane, pp. 12-13
- Zavattari Edoardo, Italia e Islam di fronte al problema razzista, pp. 14-15
- Ricci Marcello, Le leggi di Mendel, pp. 16-17
- Cipriani Lidio, Razzismo coloniale, pp. 18-20
- Magnino Carlo, Aschenasi e Sefardim, pp. 21-23
- G.L. (Magnino Carlo), Differenze razziali tra bianchi e negri, pp. 24-25
- Gasteiner Elio, Un pericolo per la razza, pp. 26-28
- Franzi Leone, Concetti fondamentali sull'ereditarietà, p. 29
- Lelj Massimo, Cominciamo dal volgare, p. 30
- Pensabene Giuseppe, L'evoluzione e la razza, pp. 31-33
- Petrucci Antonio, Negri e bianchi in Africa, pp. 34-36
- Buonassisi Vincenzo, Internazionalismo e razzismo, pp. 37-38
- Callari Francesco, Fortuna del vocabolo Razza nella nostra lingua, pp. 39-40
- Miceli Riccardo, Dignità di un popolo, pp. 41-42
- Cangiano Ugo, La difesa della razza nell'attuale legislazione, p. 43

n. 3 - 5 settembre 1938
- T.I., La resa dei conti, p. 8
- Landra Guido, Caratteri fisici della razza italiana, pp. 9-12
- Genna Giuseppe, Gli ebrei come razza, pp. 13-15
- Cipriani Lidio, Razzismo e possessi coloniali, pp. 16-17
- Ricci Marcello, Il mendelismo nell'uomo, pp. 18-19
- G.L., Antichità delle differenze di razza, pp. 20-21
- Lucidi Giuseppe, Sangue e razza, pp. 22-23
- Businco Lino, Sardegna ariana, p. 26
- Almirante Giorgio, Roma antica e i giudei, pp. 27-30
- Maggiore Giuseppe, Logica e moralità del razzismo, pp. 31-32
- Scardaoni Francesco, L'ombra giudaica sulla Francia, pp. 33-34
- Pensabene Giuseppe, "La civiltà cattolica"e gli ebrei, pp. 35-36
- Flavio Quinto, Il razzismo e la pace, pp. 37-38
- Mann Thomas, Sangue riservato, p. 39
- Il manifesto dei rabbini d'Italia, pp. 40-41
- Biondolillo Francesco, Leopardi e gli ebrei, pp. 42-43
- Biondolillo Francesco, Chiarimenti, p. 44

n. 4 - 20 settembre 1938
- T.I., Al principio, p. 8
- Talmud, pp. 9-10
- E.G., Il passaporto degli antenati, p. 11
- E.G., Scuole israelitiche, pp. 12-13
- Lucidi Giuseppe, I papi e i medici ebrei, p. 14
- Lucidi Giuseppe, Gli ebrei secondo Croce.Croce secondo gli ebrei, p. 15
- Piceno Giorgio, L'ebreo che tradì Felice Orsini, pp. 16-17
- Piceno Giorgio, Imboscamento collettivo, p. 18
- Callari Francesco, Perche Ariani, pp. 19-20
- Bartolozzi Roberto, Il razzismo di Cesare, pp. 21-22
- G.P., Pasquino e gli ebrei, p23
- G.P., L'ebreo nell'arte.L'ebreo nella vita, pp. 24-25
- Landra Guido, Biondi e bruni nella razza italiana, pp. 26-28
- Franzì Leone, Il meticciato, pp. 29-31
- Consoli Antonino, Donne bianche in Africa, pp. 32-33
- Businco Lino, La donna depositaria dei caratteri della razza, pp. 34-36
- Lelj Massimo, Il sangue dei nani, pp. 37-38
- Memmoli Gubello, Dall'altra parte della barricata, pp. 39-40
- Monterisi Mario, Madama,Mabruka e Sciarmutta, pp. 41-42
- Baccigalupi Mario, Il principio della razza e lo stato di cittadinanz, pp. 43-45
- Ebreo o non ebreo?, p. 46

n. 5 - 5 ottobre 1938
- Preziosi Giovanni, Centomila?, p. 8
- Montandon George, Una soluzione "biologica" della questione ebraica, pp. 9-10
- Montandon George, La distribuzione degli ebrei nei 5 continenti, pp. 11-12
- Grego Adriano, Fratellanza di odio, p. 13
- Dé Bagni Mario, Luigi Chiarini e la" teoria del giudaismo", p. 14
- Dé Bagni Mario, Le due bocche D'Israele, pp. 15-16
- Angelini Franco, Razza e rurali, pp. 17-19
- Villa Emilio, Arianità della lingua etrusca, p. 20
- Landra Guido, Italiani e francesi-due razze-due civiltà, pp. 21-23
- Landra Guido, Gli ebrei giudicati da…, pp. 24-25
- Piccioli Angelo, Nel prestigio della razzala salvaguardia dell'imp., pp. 26-28
- Ricci Marcello, Ereditarietà ed eugenica, pp. 29-31
- Chiaiuzzi Angelo, La scala metrica dell'intelligenza, pp. 32-33
- Cipriani Lidio, Gli etiopici secondi il razzismo, pp. 34-36
- Lucidi Giuseppe, Il sangue, pp. 37-38
- Lelj Massimo, Disarmiamo i borghesi, p. 39
- Cesetti Giuseppe, L'arte e la razza, p. 40
- Bomba Aldo, La nazione d'Israele e la massoneria, pp. 41-42
- Rende Domenico, Il pansessualismo di Freud, pp. 43-45
- Rende Domenico, Come Israele insudicia il genio di Leonardo, pp. 44-45
- Chi sono gli Aschenazim?, p. 46

n. 6 - 20 ottobre 1938
- Businco Lino, Tutela fascista della razza, pp. 9-11
- Trizz Paolo, Razza e previdenza sociale, pp. 12-13
- Trizz Paolo, Disfattismo ebraico, pp. 14-15
- Trizz Paolo, Gli ebrei e la rivoluzione fascista, p. 16
- Gasteiner Elio, Come gli ebrei derubarono la Germania, pp. 17-19
- Callara Francesco, L'Ebreo non si assimila, pp. 20-21
- Salvati Nicola, Conversioni giudaiche, p. 22
- Salvati Nicola, La congiura ebraica nel 1924, p. 23
- Salvati Nicola, Il censimento degli ebrei italiani, pp. 24-25
- Trizzino A., Gli ebrei contro l'Italia nel periodo sanzioni, pp. 26-27
- Trizzino A., Gli ebrei al servizio di Barcellona, p. 28
- Landra Guido, La situazione razziale dei cinque continenti, pp. 29-31
- Landra Guido, Impediamo che nascano degli infelici!, pp. 32-33
- Cipriani Lidio, L'incrocio con Africani attentato alla civiltà eu., pp. 34-35
- Lucidi Giuseppe, Purezza ed unità di sangue della razza italiana, pp. 36-38
- Castaldi Luigi, Omogeneità della razza italiana, pp. 39-41
- Baccigalupi Mario, Aspetti giuridici delle decisioni del GranConsiglio, pp. 42-44
- Lelj Massimo, Dionisio clericale, pp. 45-46
- Almirante Giorgio, Né con 98 né con 998, pp. 47-49
- Bomba Aldo, Bolscevismo di marca ebraica, pp. 52-53
- Pensabene Giuseppe, Arte nostra e deformazione ebraica, pp. 54-56
- Bomba Aldo, Ebraismo e fascismo, pp. 57-59
- Tosti Armando, Gli ebrei e la morale borghese, pp. 60-61
- Tosti Armando, Fuoruscitismo ebraico, p. 61
- Questionario, p. 62

### Anno II (1938-1939)
n. 1 - 5 novembre 1938
- Landra Guido, Virtù guerriere della razza italiana, pp. 9-11
- Cogni Giulio, Una gente senza eroi, pp. 12-14
- Lelj Massimo, Fanti e contadini nerbo dell'esercito, pp. 15-16
- Cipriani Lidio, Popoli imbelli e gurrieri n Africa, pp. 17-19
- Almirante Giorgio, Una razza alla conquista di un continente, pp. 20-21
- A.L., Il razzismo Nord-americano, pp. 22-23
- A.L., Combattere e vincere, pp. 24-25
- Pensabene Giuseppe, Motivi trionfali nell'arte dei popoli arii, pp. 26-28
- L.D., La razza dei disfattisti, pp. 29-31
- C.M., Un popolo senza eserciti, pp. 32-33
- Canevari Emilio, Gli ebrei e la guerra, pp. 34-36
- Lucidi Giuseppe, Giudeo e soldato, p. 37
- Barduzzi Carlo, I sadici della sconfitta, p. 38
- Gasteiner Elio, Gli eterni imboscati, p. 39
- Paolella Domenico, Antimilitarismo cinematografico, pp. 40-42
- Callari Francesco, La stampa ebraica e la guerra, p. 43
- Trizzino Antonio, La pace ebraica tradì la vittoria, pp. 44-45
- Questionario, pp. 46-47

n. 2 - 20 novembre 1938
- Landra Guido, Razza italiana oltre confine, pp. 8-10
- Castaldi Luigi, Nonni,figli e nipoti, pp. 11-12
- Magnino Carlo, I Caraimi, pp. 13-14
- Rellini Ugo, Continuità della razza, pp. 15-17
- Lucidi Giuseppe, L'autarchia alimentare, pp. 18-20
- Salvotti T., L'Internazionale ebraica e l'Italia, pp. 21-23
- Trizzino Antonio, La cacciata degli ebrei dalla Sicilia, pp. 26-27
- Dé Bagni Mario, Francesco Gambini, p. 29
- Bartolozzi Roberto, Razzismo di Catone Maggiore, pp. 30-31
- A.L., Razzismo britannico, pp. 32-34
- G.L., I magiari razza guerriera, pp. 35-37
- G.L., Pensieri di Leopardi, p. 38
- Di Frisco Salvatore, Razza e classi, p. 39
- Piceno Giorgio, Ebrei a Parigi, pp. 40-42
- Mezio Alfredo, Gli ebrei contro il sionismo, pp. 43-44
- Questionario, pp. 45-47
- Pensabene Giuseppe, Arte nostra e deformazione ebraica, pp. 46-47

n. 3 - 5 dicembre 1938
- Dé Stampa Giovanni, L'ebreo in maschera, pp. 6-7
- Lelj Massimo, La borghesia e l'emigrazione, pp. 12-15
- Landra Guido, L'ambiente non snatura la razza, pp. 16-18
- Callari Francesco, Come gli ebrei sfruttavano gli emigranti, p. 19
- L.D., Polemica tra Crispi e Nitti, pp. 20-21
- Napolitano G.G., La tragica emorragia, pp. 22-24
- Almirante Giorgio, L'emigrante, pp. 25-28
- Cipriani Lidio, Italiani in Africa, pp. 29-31
- Cipriani Lidio, Distribuzione italiani all'estero, pp. 32-33
- Scardaoni Francesco, Italiani in Francia, pp. 34-35
- Trizzino A., Italiani in Tunisia, pp. 36-37
- Bancher Dante Cesare, Italiani in Svizzera, p. 38
- Bernucci Giorgio Luigi, Italiani negli Stati Uniti, pp. 39-41
- Dé Bagni Mario, Italiani nell'Argentina, pp. 42-45
- Pensabene Giuseppe, Artisti italiani all'estero, pp. 46-48
- Lucidi Giuseppe, Pionieri di civiltà, pp. 49-50
- Ricci Marcello, Italiani venuti dai monti e dai mari…, pp. 51-53
- Ricci Marcello, Fasci all'estero, pp. 54-55
- Ricci Marcello, Colonie e campeggi della G.I.L.E., pp. 56-57
- Ricci Marcello, Scuole italiane all'estero, pp. 58-59
- Ricci Marcello, Case d'Italia, pp. 60-61
- Pensieri di Leopardi, p. 62
- Questionario, p. 63

n. 4 - 20 dicembre 1938
- Landra Guido, Difendiamo nella maternità le qualità della razza, pp. 6-8
- Pensabene Giuseppe, La madre nell'arte, pp. 11-12
- Paolella Domenico, Madri sullo schermo, pp. 14-16
- Barduzzi Carlo, Madri e fanciulli nell'U.R.S.S., pp. 17-18
- Padellaro Nazareno, "Familitis", pp. 19-22
- Dé Bagni Mario, Da neonato a cittadino, pp. 24-25
- Lelj Massimo, Il popolo e la scuola classica, pp. 27-28
- Tomassini Fausto, La ricerca della paternità, pp. 30-31
- Bartolozzi Roberto, La famiglia presidio della romanità, pp. 33-35
- Bernucci Giorgio, Culto dell'infanzia in Roma antica, pp. 34-35
- Businco Lino, Salute della famiglia, pp. 37-39
- Scardaoni Francesco, Decadenza della famiglia in Francia, pp. 40-42
- Pensieri di Leopardi, p. 43
- Questionario, pp. 44-45

n. 5 - 5 gennaio 1939
- Landra Guido, Italianità razziale della Corsica, pp. 8-10
- Evola J., I tre gradi del problema della razza, pp. 11-13
- Lucidi Giuseppe, Gruppi sanguigni e nuclei razziali, pp. 14-15
- Gurrieri Ottorino, Unità della razza, pp. 16-19
- Marchitto Nicola, Bianchi e neri, pp. 20-21
- Attili A., I Fuegini, pp. 22-23
- Zumaglini Cesare, Il sacrilegio dell'ostia, pp. 24-25
- Businco Lino, Il numero è potenza, pp. 26-28
- Podaliri G., Orgoglio Ebreo, pp. 29-31
- Paolella Domenico, Incontri e scontri di razze sullo schermo, pp. 32-35
- Gatti Tancredi, Ferocia,astuzia,ponderazione degli ebrei, pp. 36-37
- Dé Bagni Mario, La terza razza, p. 38
- Macri Filippo, Come gli ebrei…, pp. 39-40
- Barduzzi Carlo, Criminalità giudaica, pp. 41-42
- Bernucci Giorgio Luigi, La montagna e la razza, pp. 43-44
- Pensieri di Leopardi, p. 45
- Questionario, pp. 46-47

n. 6 - 20 gennaio 1939
- Landra Guido, Per una carta della razza italiana in Francia, pp. 8-10
- Gasteiner Elio, Grandezza e decadenza della razza francese, pp. 11-14
- Businco Lino, Vecchi mali della gente francese, p15-17
- Evola J., Razza:realtà del mito, pp. 18-19
- Lucidi Giuseppe, Trasfusioni di sangue e dottrina dei gruppi sangui, pp. 20-21
- Ricci Marcello, Eugenica e razzismo, pp. 22-23
- Matarrese Fortunato, Razza e nazione, pp. 24-26
- Guidotti Paolo, Cesare Balbo, pp. 27-28
- Dé Bagni Mario, G.Bartolucci,C.Imbonati ed i libri rabbinici, p. 29
- XXX, Cohn,Meyer e Salomon,ditta ariana, pp. 30-31
- Barduzzi Carlo, Bibliografia giudaica, p. 32
- Lupi Gino, La tragedia della razza greca, pp. 33-34
- Pensabene Giuseppe, I semiti e le arti figurative, pp. 35-37
- Forteguerri Giuseppe, Ubi aurum ibi patria, pp. 38-39
- Petrucci Antonio, Difendere il prestigio, pp. 40-41
- Pensieri di Leopardi, p. 42
- Questionario, pp. 43-47

n. 7 - 5 febbraio 1939
- Lucidi Giuseppe, Rapporti gruppi sanguigni/caratteri antropologici, pp. 8-10
- Landra Guido, Liguri e celti, pp. 11-13
- Padellaro Nazareno, Coltivare nell'infanzia l'orgoglio di razza, pp. 14-17
- Evola J., La razza dell'anima, pp. 18-20
- Leonori-Cecina A., Il primo museo della razza, pp. 21-23
- Paolella Domenico, Espressioni rappresentative, pp. 24-26
- Pensabene Giuseppe, Psicologia dei semiti e dei camiti, pp. 27-29
- Angeli Umberto, Gli ebrei manifesti e i clandestini, pp. 30-31
- Lancellotti Arturo, La Francia e l'invasione giudaica, pp. 32-34
- Dé Bagni Mario, Bernardino da Feltre e i frati minori, pp. 35-36
- Barduzzi Carlo, Pessimismo e scetticismo, p. 37
- Attili A., Come gli ebrei penetrarono nellavitapoliticaingles, pp. 38-39
- De Stampa G., La piaga giudaica, p. 40
- Piceno Giorgio, Fra Giacomo della Marca, p. 41
- Pensieri di Leopardi, p. 42
- Questionario, pp. 43-47

n. 8 - 20 febbraio 1939
- Storti Rosa C., Medioevo ebraico a Trapani, pp. 7-9
- Stancampiano Ettore, Gli ebrei nel regno di Napoli, pp. 10-11
- Borretti Mario, Gli ebrei in Cosenza e nella Calabria Citra, pp. 12-13
- Canali Guido, Le fiere di Bolzano e i sensali ebrei, p. 14
- Ficai-Veltroni Pietro, Monte San Savino, p. 15
- Biancini Bruno, Usura,sacrilegi e frodi a Bologna, pp. 16-17
- Servolini Luigi, Gli ebrei nel ducato di Urbino, pp. 18-19
- Landra Guido, Gli studi della razza in Italia prima del razzismo, pp. 20-23
- Trizzino A., La vanga,l'aratro e la razza, pp. 24-26
- Vercellesi Edmondo, Il Prognatismo, p. 27
- Lucidi Giuseppe, Eredità del sangue, pp. 28-29
- Triz.Paolo, Previdenza materna, pp. 30-31
- Cogni Giulio, La corruzione dell'arte, pp. 32-33
- Pensabene Giuseppe, Arii e Levantini nell'arte, pp. 34-36
- Dé Bagni Mario, Le profezie di Nostradamus, pp. 37-40
- Pensieri di Leopardi, p. 41
- Questionario, pp. 42-46

n. 9 - 5 marzo 1939
- Gurrieri Ottorino, Razza di condottieri, pp. 7-10
- Nieddu Ubaldo, Razza e diritto, p. 11
- Landra Guido, Il concetto di razza in Germania e in Italia, p. 12
- Lucidi Giuseppe, Costituzione e natalità, pp. 13-14
- Businco Lino, Gente d'Italia in terra francese, pp. 15-17
- Semizzi Renato, Storia della razza albanese, pp. 18-20
- Scardaoni Francesco, Scandali ebraici a Parigi, pp. 21-23
- Gatti Tancredi, Libidine,cupidigia e odio di razza degli ebrei, pp. 24-26
- Trizzino A., Battesimi e conversioni di ebrei, pp. 27-28
- Giannetti Berlindo, I falsi convertiti, pp. 29-30
- Barduzzi Carlo, Come i giudei sono divenuti padroni della Francia, pp. 31-33
- Cimino Alfio, Il disordine morale della Francia, p. 34
- Calosso Claudio, La leggenda di Gog e Magog, pp. 35-37
- Dé Bagni Mario, Gli ebrei "patriotti"nel Veneto, pp. 38-39
- Perticone S., La scomunica di Spinoza, p. 40
- Dedel Francesco, Lo"Jescibah", p. 41
- Pensieri di Leopardi, p. 42
- Questionario, pp. 43-47

n. 10 - 20 marzo 1939
- Nieddu Ubaldo, Metropoli e provincia, pp. 6-7
- Dell'Isola G., La razza aquilina, pp. 8-10
- Landra Guido, L'ologenesi del Rosa, pp. 11-14
- Businco Lino, Individuazione e difesa dei caratteri razziali, pp. 15-17
- Vercellesi Edmondo, Attributi fisici della razza italiana, pp. 18-20
- Lucidi Giuseppe, Mistica e realtà del sangue, pp. 21-22
- Trizzino A., Rivolte e sedizioni di ebrei nell'impero romano, pp. 23-26
- Dé Bagni Mario, Paolo IV e la carta dei giudei, pp. 27-28
- Sottochiesa Gino, Bibliografia essenziale sul razzismo, p. 29
- Rubiu Paolo, Gente Sarda antisemita, pp. 30-31
- Ungaro Daniele, Razzismo e civiltà, pp. 32-33
- Tentoni A.M., Il femminismo e la donna italiana, pp. 34-37
- Machitto Nicola, Il meticciato e la Francia, pp. 38-40
- Pensieri di Leopardi, p. 41
- Questionario, pp. 42-46

n. 11 - 5 aprile 1939
- Matarrese Fortunato, Gerarchia delle razze e primato italiano, pp. 6-8
- Landra Guido, La razza italiana nella teoria dell'ologenesi, pp. 9-11
- Vercellesi Edmondo, Eugenetica razziale e matrimoni misti, pp. 12-13
- Lucidi Giuseppe, L'alimentazione del bambino in colonia, pp. 14-16
- Evola J., L'ipotesi iperborea, pp. 17-20
- Dell'IsolaG., La razza dell'arte, pp. 21-23
- Biancini Bruno, Riti e superstizioni degli ebrei, pp. 24-27
- Marcotti G., Una rilegatura antigiudaica, p. 28
- Attili A., Il dilagare dell'influsso ebraico in Inghilterra, pp. 29-30
- Trizzino A., Di quale sforzo bellico è capace la razzafrancese?, pp. 31-34
- Tosti Armando, I giudei contro la giustizia sociale, pp. 35-37
- Ficai Giuseppe, L'S.O.S. degli antifascisti, pp. 38-39
- Andreucci Giuseppe, Universalità cattolica e distinzioni di razza, p. 40
- Pensieri di Leopardi, p. 41
- Questionario, pp. 42-46

n. 12 - 20 aprile 1939
- Trizzino A., Lavoro italiano in Albania, pp. 10-12
- Businco Lino, Nel lavoro difendiamo e potenziamo la razza, pp. 13-14
- Vercellesi Edmondo, I lavoratori nei "paradisi"democratici, pp. 15-17
- Petrucci Antonio, L'Impero fecondato dal lavoro italiano, pp. 18-21
- Lucidi Giuseppe, L'acclimatazione dei lavoratori, pp. 22-24
- Gasteiner Elio, L'organizzazione del lavoro in Germania, pp. 25-27
- Dé Bagni Mario, Restaurazione valori etici e politici del lavoro, pp. 28-30
- Barduzzi Carlo, I giudei disertori del lavoro, pp. 31-33
- Callari Francesco, Tutela fascista dell'Impero, pp. 34-35
- Lombardi Mario, Come le democrazie sfruttano l'operaio, pp. 36-38
- Triz Paolo, Tutela fascista del rurale, pp. 39-40
- A.T., Campagne senza braccia, pp. 41-43
- Landra Guido, Razza e lavoro, pp. 44-45
- Pensieri di Leopardi, pp. 46-47
- Questionario, pp. 48-54

n. 13 - 5 maggio 1939
- Moreno Martino Mario, La politica coloniale dell'Italia Fascista, pp. 6-8
- Piccioli Angelo, Quando l'Inghilterra voleva annettersi Gibuti, p. 9
- Nieddu Ubaldo, Colonizzazione di popolo, pp. 10-11
- Businco Lino, Quale è il compito dei colonizzatori Africani?, pp. 12-14
- A.T., Le tre guerre dell'oppio, p. 15
- Lucidi Giuseppe, Il Meticciato,morte degli imperi, pp. 16-18
- L.B., Salute e lavoro nell'impero, pp. 19-20
- A.T., Effetti della dominazione inglese in Egitto, p. 21
- Petrucci Alfonso, La lotta antimalarica nell'impero, pp. 22-23
- G.L., I gruppi sanguigni delle genti dell'impero, pp. 24-26
- Giustizia francese, p. 27
- Giannetti Berlindo, La legislazione razziale dell'impero, pp. 28-29
- Cipriani Lidio, In missione nel Galla Sidama, p. 30
- Cipriani Lidio, L'India oppressa, p. 31
- Landra Guido, Studiosi italiani della razza africana, pp. 32-34
- Vercellesi Edmondo, Le razze dell'impero, pp. 35-37
- Marimpietri Irma, I pionieri dell'impero, pp. 38-39
- Marimpietri Irma, La Francia in Indocina, pp. 40-41
- Gasteiner Elio, Le rivendicazioni coloniali germaniche, pp. 42-43
- Dell'Isola G., L'architettura e l'impero, p. 44
- Petrucci Antonio, Tramonto dell'imperialismo democratico, pp. 45-48
- Trizzino A., Agonia dell'impero Francese, pp. 49-51
- Callari Francesco, I sistemicoloniali portoghesi e olandesi, pp. 52-53
- Barduzzi Carlo, Anti-imperialismo giudaico, pp. 54-55
- Pensieri di Leopardi, p. 56
- Questionario, pp. 57-62

n. 14 - 20 maggio 1939
- Dé Bagni Mario, Cristo e i cristiani nel Talmud, pp. 8-10
- Dé Bagni Mario, Un esercito giudaico negli Stati Uniti, p. 11
- Marimpietri Irma, Razza e romanità nella poesia di Orazio, pp. 12-14
- Costanzi Osvaldo, Tacito ed il problema della razza, pp. 15-16
- Tentoni M.C., La donna e la famiglia nella civiltà augustea, pp. 17-19
- Fugagnollo Ugo, Littoria vivaio della razza, pp. 20-21
- Fugagnollo Ugo, Come gli ebrei considerano la donna non ebrea, pp. 22-23
- Angeli Umberto, Tipofisico e caratt.morale di veriefalsi italiani, pp. 24-26
- Barduzzi Carlo, Cattolici e giudei in Francia, pp. 27-28
- Dell'Isola G., La favola dell'europeismo e Leonardo italiano, pp. 29-31
- Petrucci Antonio, Spazio vitale per le razze feconde, pp. 32-33
- Petrucci Antonio, Malthus in cattedra, p. 34
- Landra Guido, I precursori degli studi razziali in Italia, pp. 35-36
- Vercellesi Edmondo, La statura degli italiani, pp. 37-38
- Borretti M., Albanesi d'Italia, pp. 39-41
- Pensieri di Leopardi, p. 42
- Questionario, pp. 43-47

n. 15 - 5 giugno 1939
- Evola J., Nord e Sud:superamento di una opposizione, pp. 8-9
- Lelj Massimo, Germania ed Italia, pp. 10-17
- Vercellesi Edmondo, Gruppi etnici italiani e tedeschi, pp. 18-21
- D'Atesia G., Italiani e tedeschi, pp. 22-23
- Dell'Isola G., Italia e Germania per l'arte della propria razza, pp. 26-29
- Landra Guido, Basiscientifiche e filosofiche delrazzismo tedesco, pp. 30-33
- Petrucci Antonio, Autarchia, pp. 34-37
- Scaligero Massimo, Omogeneità e continuità della razza italiana, pp. 38-40
- Trizzino A., Guerra totale e coscienza di razza, pp. 41-43
- Pensieri di Leopardi, p. 44
- Questionario, pp. 45-47

n. 16 - 20 giugno 1939
- Montandon Giorgio, La soluzione del problema ebraico, pp. 6-8
- Scardaoni Francesco, L'insolenza giudaica protetta dalla legge, pp. 9-11
- Nix Willi, Ereditarietà e libertà morale, p. 12
- Gaspari G., La fabbrica dei mercanti, pp. 13-16
- Piceno Giorgio, Ebrei e francesi in Ancona, pp. 17-18
- Soriti Umberto, Gli ebrei in Ancona, p. 20
- Zumaglini Cesare, Gli strozzini di Vercelli, pp. 21-22
- Matarrese Fortunato, Gli ebrei in Puglia, pp. 23-26
- Guidotti Paolo, Bolle pontificie contro gli ebrei, pp. 27-29
- Costanza Salvatore, Gli eterni nemici di Roma, p. 30
- Ficai-Veltroni Pietro, Usurai giudei a Cortona, p. 31
- Landra Guido, Gli studi razziali nell'Europa balcanica, pp. 32-34
- De Agazio Vincenzo, Gli ultimi nomadi, pp. 35-36
- Trizzino A., Declino di una razza, pp. 37-40
- Pensieri di Leopardi, p. 41
- Questionario, pp. 42-46

n. 17 - 5 luglio 1939
- Perticone S., Il problema della razza nel Risorgimento, p. 6
- Caramore Umberto, La bellezza della razza italiana, pp. 7-8
- Barduzzi Carlo, Il giudaismo nella musica, pp. 9-10
- Manomissione ebraica della Nazione Italiana, p. 11
- Brighenti Roberto, Letteratura, pp. 12-15
- Dell'Isola G., Arte, pp. 16-19
- Landra Guido, Scienza, pp. 20-23
- Almirante Giorgio, Giornalismo, pp. 24-27
- Petrucci Antonio, Cinema, pp. 28-29
- Callari Francesco, Banca, pp. 30-33
- Piceno Giorgio, Diritto, pp. 34-37
- Forteguerri Giuseppe, Finanza, pp. 38-40
- Vercellesi Edmondo, Alimentazione degli italiani, pp. 41-42
- Petrucci Alfonso, La lotta contro la malaria, pp. 43-45
- Della Maggiore Bruno, La patologia circolatoria nella raz ariana edebrea, p. 46
- Villa Emilio, La lingua tocaria, p. 47
- Pensieri di Leopardi, p. 48
- Questionario, pp. 49-53

n. 18 - 20 luglio 1939
- Trizzino A., La "Minoranza"italiana in Francia, pp. 6-8
- Sottochiesa Gino, La razza italiana nella preistoria, pp. 9-10
- De Zuani Ettore, Problemi razziali nell'America latina, pp. 11-13
- Landra Guido, Studi razziali in Polonia e in Russia, pp. 14-17
- Almirante Giorgio, Un "Patriota"ebreo, pp. 18-21
- Miceli Riccardo, Una manovra giudaica contro Vincenzo Gioberti, pp. 22-23
- Zumaglini Cesare, Conflitti di razza nell'antica arte egiziana, pp. 24-25
- Pascali Pascal, Maometto e gli ebrei, pp. 26-28
- Calosso Claudio, La carta di Hereford, pp. 29-31
- Evola J., Psicologia criminale ebraica, pp. 32-35
- Salvotti T., I giudei contro Roma, pp. 36-38
- Rubiu Paolo, Sardi contro francesi, pp. 39-40
- Pensieri di Leopardi, p. 41
- Questionario, pp. 42-46

n. 19 - 5 agosto 1939
- Interlandi Telesio, Premessa, pp. 3-4
- La consegna di Mussolini, pp. 5-13
- Landra Guido, Varianti razziali del popolo jugoslavo, pp. 14-16
- Vercellesi Edmondo, Razza e sport, pp. 17-18
- Dell'Isola G., Il giudaismo in cattedra, pp. 19-21
- Cremonini Carlo Alberto, Gli ebrei contro la Spagna, pp. 22-24
- Barduzzi Carlo, Ebrei in Polonia, pp. 25-28
- Raftopoulos T., L'eterna Ellade, pp. 29-31
- Lupi Gino, Razza e civiltà dei Persiani, pp. 32-34
- Landra Silvio, Razza e occupazioni professionali, pp. 35-37
- Pensieri di Leopardi, p. 38
- Questionario, pp. 39-42

n. 20 - 20 agosto 1939
- Cipriani Lidio, Strani usi di una forte razza dell'impero, pp. 6-8
- De Agazio Vincenzo, Attrazione matrimoniale e purezza di razza, pp. 9-10
- Lucidi Giuseppe, Terra e razza, pp. 11-12
- Landra Guido, Studiosi americani di problemi razziali, pp. 13-16
- Marchitto Nicola, Gli ebrei nell'Africa francese, pp. 17-18
- Petrucci Antonio, Il fallimento della colonizzazione inglesinAfrica, pp. 19-21
- Tosti Armando, Formazione neogiudaica della borghesia, pp. 22-24
- Barduzzi Carlo, I giudei e le quarte internazionali, pp. 25-27
- Dell'Isola G., Il semitismo e gli studi classici, pp. 28-29
- Nix Willi, Il razionalismo cartesiano contro la culturaantica, pp. 30-32
- Gencarelli C., L'Albania e il suo popolo, pp. 33-35
- De Aldisio Eugenio, Gli Ainù, pp. 36-38
- Savelli Giovanni, Arnoldo Zweig, pp. 39-41
- Pensieri di Leopardi, p. 42
- Questionario, pp. 43-49

n. 21 - 5 settembre 1939
- Trizzino A., Prospettive demografiche, pp. 6-9
- Landra Guido, Razza e nazionalità in Romania, pp. 10-13
- Santarelli Enzo, Purezza italica della gente picena, pp. 14-15
- Imbasciati Bruno, Razza e malattie infettive, p. 16
- Scardaoni Francesco, I disgregatori, pp. 17-18
- Savelli Giovanni, Jacob Wasserman, pp. 19-21
- Salvotti T., Fatti e misfatti di un giudeo, pp. 22-24
- Petrucci Antonio, Il negro e la crisi della civiltà, pp. 25-27
- Dell'Isola G., La filosofia e la razza, pp. 28-29
- Dé Bagni Mario, Trasteverini contro ebrei e francesi, pp. 30-33
- Barduzzi Carlo, Vicende Giudaiche in Britannia medievale, pp. 34-36
- Biancini Bruno, Come si forgiò la maschera popolare del giudeo, pp. 37-39
- Landra Silvio, Razze e professioni nei paesi extraeuropei, pp. 40-42
- Pensieri di Leopardi, p. 43
- Questionario, pp. 44-49

n. 22 - 20 settembre 1939
- Tosti Armando, L'irreligione del giudaismo borghese, pp. 6-9
- Monti Della Corte A.A., Il problema dei nomi ebraici, pp. 10-11
- Masini Carlo Alberto, Riti ebraici, pp. 12-14
- Dell'Isola G., Inquinamento levantino della filosofia classica, pp. 15-16
- Calosso Claudio, I Falasca, pp. 17-19
- Lupi Gino, Ebrei in Romania, pp. 20-23
- Borretti Mario, Un santo antisemita:Nilo da Rossano, pp. 24-25
- Landra Guido, Caratteri razziali della razza svedese, pp. 26-28
- Pensieri di Leopardi, p. 29
- Questionario, pp. 30-34

n. 23 - 5 ottobre 1939
- De Giglio A.M., Il giudaismo e l'impero romano, pp. 7-9
- Nix Willi, Fichte e lo spirito della Rivoluzione francese, pp. 10-11
- Cioli M., Bernardino Da Feltre, pp. 12-14
- Salvotti T., Capi Sionisti, pp. 15-17
- Petrucci Antonio, Il sentimento eroico della vita, p. 18
- Barduzzi Carlo, L'alta magia, p. 20
- Dell'Isola G., Parallelo tra Zenone e Spinoza, pp. 21-23
- Giusti Giuseppe, Gli Umanitari, pp. 24-26
- Bernucci Giorgio L., L'elemento rurale della razza italiana, pp. 27-30
- De Cocci Danilo, La terra e la razza in Germania, pp. 31-33
- Landra Guido, Studi razziali in continenti extraeuropei, pp. 34-37
- S.L., Ideologie sovversive tra gli indigeni delSudAfrica, pp. 38-39
- Pensieri di Leopardi, p. 40
- Questionario, pp. 41-45

n. 24 - 20 ottobre 1939
- Trizzino A., Dalla terra alla razza, pp. 6-10
- Calosso Claudio, L'unità mediterranea, pp. 11-13
- Evola J., La razza e la guerra, pp. 14-17
- Landra Guido, La razza dei borghesi, pp. 18-20
- Loffredo Ferdinando, Politica della famiglia e della razza, pp. 21-26
- Petrucci Alfonso, Il demone della sessualità, pp. 27-31
- Dell'Isola G., Il volto giudaico dell' "Umanesimo moderno", pp. 32-34
- Petr A., Tra la forca e l'alcova, p. 35
- Nullo Paolo, Il celibato morte dei popoli, pp. 36-37
- Nullo Paolo, Riti Ebraici, pp. 38-40
- Pensieri di Leopardi, p. 41
- Questionario, pp. 42-46

### Anno III (1939-1940)
n. 1 - 5 novembre
- Landra Guido, Introduzione, pp. 6-10
- Fischer Eugenio, La realtà della razza, pp. 11-17
- Montandon George, "L'Ethnie Putaine", pp. 18-23
- Clauss Ferdinando, L'anima della razza, pp. 24-28
- De Vries De Heekelingen, L'eterna questione ebraica e la sua soluzione, pp. 29-31
- Frerks Rodolfo, Della letteratura tedesca sulla razza, pp. 34-37
- Koumaris Giovanni, La politica della razza in Italia e nel mondo, pp. 38-43
- Tyszkiewicz Ladislao, Le cause del razzismo italiano, pp. 44-45
- Skerlj Bozo, Rapporti di razza fra Jugoslavia ed Italia, pp. 46-51
- Minovici Nicola, Fascismo creatore, pp. 52-55
- Bosnyac Sultano, Ammaestramenti del razzismo italiano agliungheresi, pp. 56-60

n. 2 - 20 novembre 1939
- Baglioni Silvestro, Arte e razza, pp. 6-11
- Redanò Ugo, Dottrina italiana della razza, pp. 12-17
- Evola J., Due eroismi, pp. 18-22
- Trizzino A., Riflessi razziali della colonizzazione della Libia, pp. 23-28
- Loffredo Ferdinando, Politica della famiglia e della razza, pp. 29-33
- Imbasciati Bruno, Razze e malaria, pp. 34-35
- Bolognesi Cesare, La borghesia nelle pagine di Alfredo Oriani, pp. 36-38
- Biancini Bruno, Riti e superstizioni degli ebrei, pp. 39-41
- Pensieri di Leopardi, p. 42
- Questionario, pp. 43-46

n. 3 - 5 dicembre 1939
- Porrino Ennio, La musica nella tradizione della nostra razza, pp. 6-14
- Silvestri Giulio, Continuità razziale nelle famiglie romane, pp. 15-18
- Baglioni Silvestro, Scienza e razza, pp. 19-23
- Castaldi Luigi, Eredità delle attitudini psichiche, pp. 24-31
- Landra Guido, Gli studi razziali in Ungheria e in Bulgaria, pp. 32-33
- Cipriani Lidio, Razze e metodi di conquista, pp. 34-37
- V.Johann Leers, Come è stata preparata la guerra, pp. 38-40
- Pensieri di Leopardi, p. 41
- Questionario, pp. 42-45

n. 4 - 20 dicembre 1939
- Baglioni Silvestro, Continuità della razza, pp. 6-12
- Loffredo Ferdinando, Il simbolo più alto, pp. 13-17
- Nullo Paolo, Razza e storia, pp. 18-19
- Cocchiara Giuseppe, Tradizioni natalizie nella nostra razza, pp. 20-26
- Dell'Isola G., Storia d'Italia dal punto di vista italiano, pp. 27-29
- Baccigalupi Mario, I delitti contro il prestigio di razza, pp. 30-33
- Evola J., La razza e la guerra, pp. 34-38
- Landra Guido, L'uomo fossile, pp. 39-40
- Pensieri di Leopardi, p. 41
- Questionario, pp. 42-46

n. 5 - 5 gennaio 1940
- Landra Guido, Dottrinarazzanelcentroprep.politica giovani, pp. 6-9
- Matteini Nevio, La tradizione dei giuochi classici esalute razza, pp. 10-14
- Lombardi Alberto, Mosaico di razze nel commissariato di magi, pp. 15-17
- Gasteiner Elio, Psicologia razziale, pp. 18-19
- Cremonini Carlo Alberto, Gli ebrei e la guerra anglo-boera, pp. 20-22
- Teodori Carlo, La casa e la razza, pp. 24-25
- De Zuani Ettore, Ebrei in Argentina, pp. 26-29
- Angeli Umberto, La razza finnica, pp. 30-33
- S.L., Razze in Russia, pp. 34-37
- Lupi Gino, Il ministro degli ebrei, pp. 38-40
- Pensieri di Leopardi, p. 41
- Questionario, pp. 42-46

n. 6 - 20 gennaio 1940
- Trizzino A., Storia di un giudeo marocchino, pp. 6-10
- Dell'Isola G., Influssi ebraici sulla storiografia romana, pp. 11-15
- Gurrieri Ottorino, L'architettura e il modo di pensare ebraico, pp. 16-19
- Gurrieri Agostino, Ariani e semiti nel mediterraneo, pp. 20-23
- Sottochiesa Gino, Leonardo pittore razzista, pp. 24-26
- Achrafian Jusik, Gli Armeni, pp. 27-29
- Landra Guido, Bibliografia razziale, pp. 30-32
- Nullo Paolo, Razza e storia, pp. 33-36
- Evola J., La dottrina romana della vittoria, pp. 37-42
- Pensieri di Leopardi, p. 43
- Questionario, pp. 44-46

n. 7 - 5 febbraio 1940
- Landra Guido, Italianità razziale dell'ampezzano, pp. 6-11
- Bolletti Marcello, Sport femminile e la salute della razza, pp. 12-14
- Evola J., Supremi valori della razza ariana, pp. 15-19
- Marchitto Nicola, Ebrei in Libia, pp. 20-23
- Salvotti T., Il giudaismo nei francobolli, pp. 24-29
- De Aldisio Eugenio, La razza giapponese, pp. 30-33
- S.L., Le razze nei Balcani, pp. 34-38
- Ranieri Roberto, Il problema razziale brasiliano, pp. 39-42
- Pensieri di Leopardi, p. 43
- Questionario, pp. 44-47

n. 8 - 20 febbraio 1940
- Zavattari Edoardo, Ambiente naturale e caratteri razziali, pp. 6-11
- Lombardi Alberto, Nosografia del limmu e del magi, pp. 12-15
- Landra Guido, Il convegno sul concetto di razza, pp. 16-18
- Dell'Isola G., La vera storia di Roma, pp. 19-23
- Evola J., Gli ebrei e la matematica, pp. 24-28
- Rocchi Lorenzo, Razzismo nel Nord America, pp. 29-33
- Ferroni Ferruccio, Il "liscio"delle giudee, pp. 34-37
- Modica Aldo, La scrittura e la razza italica, pp. 38-41
- Pensieri di Leopardi, p. 42
- Questionario, pp. 43-46

n. 9 - 5 marzo 1940
- Mordrel Olier, Le minoranze in Francia, pp. 6-10
- V.Leers Johann, Origine del popolo ebraico, pp. 11-15
- Dell'Isola G., Ritornare all'umanesimo, pp. 16-20
- Landra Silvio, Germania ed Inghilterra, pp. 21-25
- Servolini Luigi, Il martirio di San Simonino, pp. 26-28
- Zavattari Edoardo, Ambiente naturale e caratteri razziali, pp. 29-33
- Landra Guido, Glo Etiopi sono una razza?, pp. 34-36
- Matarrese Fortunato, L.B. Alberti.Studioso di problemi razziali, pp. 37-41
- Pensieri di Leopardi, p. 42
- Questionario, pp. 43-46

n. 10 - 20 marzo 1940
- Landra Guido, Studi italiani sul meticciato, pp. 8-10
- Fischer Eugenio, I bastardi di Rehoboth, pp. 12-18
- Davenport Ch., Mulatti di Giamaica, pp. 19-25
- Abel W., Meticci della Renania, pp. 26-31
- Tao Y.K., Incroci tra cinesi ed europee, pp. 34-40
- Fischer Eugenio, I meticci della Polinesia, pp. 42-44
- Schaeuble J., Il meticciato nell'America del Sud, pp. 46-49
- Hauschild R., Gli incroci negro-cinesi, pp. 51-52
- Aichel O., Le pieghe delle palpebre delle razze umane, p. 54
- Pensieri di Leopardi, p. 56
- Questionario, pp. 57-61

n. 11 - 5 aprile 1940
- Montandon Giorgio, Trapinati etnici, pp. 5-10
- Cucco Alfredo, Fecondità dei popoli antichi, pp. 11-14
- Landra Guido, Gli studi razziali a Bologna, pp. 15-17
- Gasteiner Elio, L'ordinamento della natura umana, pp. 18-20
- Ballanti Lorenzo, Voltaire e gli Ebrei, pp. 21-23
- Dell'Isola G., Funzione dell'Italia nel Medioevo, pp. 26-30
- Salvotti T., I giudei in Cina, pp. 31-35
- Sertoli Salis Renzo, Difesa legislativa della razza, pp. 36-39
- Giusti Paolo Emilio, I primi razzisti, pp. 40-41
- Pensieri di Leopardi, p. 42
- Questionario, pp. 43-46

n. 12 - 20 aprile 1940
- Almirante Giorgio, Viaggio razziale per l'Italia.Littoria., p. 6
- Almirante Giorgio, Premessa, p. 7
- Almirante Giorgio, Razza e volontà, pp. 8-9
- Almirante Giorgio, La nuova razza dell'agro redento, pp. 10-15
- Almirante Giorgio, L'ambiente, pp. 16-17
- Almirante Giorgio, La razza dell'Agro nel passato, pp. 18-21
- Almirante Giorgio, Gli Ebrei e l'Agro Pontino, pp. 22-23
- Evola J., Le razze e il mito delle origini di Roma, pp. 26-30
- Dell'Isola G., Le due rinascenze, pp. 31-34
- Cavallaro Enzo, La voce della razza in Giovanni Verga, pp. 35-39
- Landra Guido, Studio razziale delle impronte digitali, pp. 40-41
- Pensieri di Leopardi, p. 42
- Questionario, pp. 43-46

n. 13 - 5 maggio 1940
- Matarrese Fortunato, Francia nemica, pp. 6-10
- Dell'Isola G., La rinascenza degli ebrei, pp. 11-13
- Nix Willi, Eredità e destino, pp. 14-16
- Salvotti T., I giudei in Cina, pp. 17-21
- Giusti Paolo Emilio, Il processo formativo della razza, pp. 22-23
- Almirante Giorgio, Arsia, p. 26
- Almirante Giorgio, Razza e autarchia, pp. 27-29
- Almirante Giorgio, Il lavoro di miniera e la difesa della razza, pp. 30-33
- Almirante Giorgio, La razza dell'Arsa, pp. 34-37
- Almirante Giorgio, Storia razziale della zona di Arsia, pp. 38-41
- Pensieri di Leopardi, p. 42
- Questionario, pp. 43-46

n. 14 - 20 maggio 1940
- Evola J., La mistica della razza in Roma antica, pp. 6-10
- Midulla Carmelo, Bonifica umana, pp. 11-15
- Landra Guido, Studi razziali in Transilvania, pp. 16-19
- Almirante Giorgio, Viaggio razziale per l'Italia.Gente di Carbonia, pp. 20-27
- Almirante Giorgio, Storia razziale dell'Iglesiente, pp. 28-32
- Almirante Giorgio, L'uomo Sardo, pp. 33-34
- Porfiri Fernando, San Tommaso e gli ebrei, pp. 35-39
- Dell'Isola G., Storia italiana per gli italiani, pp. 40-41
- Pensieri di Leopardi, p. 42
- Questionario, pp. 43-46

n. 15 - 5 giugno 1940
- Clauss Ludwig Ferdinand, Non si può parlare ragionevolmente della razza?, pp. 6-11
- Landra Guido, Studi sulle mescolanze etniche della popolazione, pp. 12-13
- Gjika Bobich, Il Gebel e i Drusi, pp. 14-22
- Savelli Giovanni, Corsica italiana.Sintesi razziale, pp. 23-29
- Giusti Paolo Emilio, Razze e religioni, pp. 30-33
- Evola J., La "Gloria"della gente aria, pp. 34-39
- Matarrese Fortunato, Demografia ed eugenica di Tommaso Campanella, pp. 40-41
- Pensieri di Leopardi, p. 42
- Questionario, pp. 43-46

n. 16 - 20 giugno 1940
- Danesi Gino, Il lavoro e la razza, pp. 6-9
- Nieddu Ubaldo, Motivi razziali del teatro di poesia, pp. 10-17
- Landra Guido, Il mondo delle razze eroiche, pp. 18-20
- Dell'Isola G., Guerra popolare, pp. 21-23
- Barduzzi Carlo, La soluzione della questione giudaica.IlMadagascar, pp. 26-30
- G.L., La propaganda razziale del Terzo Reich, pp. 31-36
- C.B., Giudei ed arabi nella Spagna medioevale, pp. 37-43
- Pensieri di Leopardi, p. 44
- Questionario, pp. 45-46

n. 17 - 5 luglio 1940
- Gurrieri Ottorino, Primato razza italiana nelle conquisteingegno, pp. 6-12
- Landra Guido, Due anni di razzismo italiano, pp. 14-17
- G.L., Gli studi di patologia ereditaria in Germania, pp. 18-22
- O.G., Usurai e banchieri ebrei nella RepubblicaS.Marino, pp. 24-27
- Petri Aldo, Il beato cherubino da Spoleto, pp. 28-29
- Gurrieri Agostino, Politica razzista di Ferdinando D'Aragona, pp. 30-33
- Barduzzi Carlo, Il giudaismo nella Balcania, pp. 34-37
- Pensabene Giuseppe, Spontaneità e livellamento nella storia d'Italia, pp. 38-41
- De Giglio A.M., Il giudaismo fomentatore del protestantesimo, pp. 42-44
- Pensieri di Leopardi, p. 45
- Questionario, p. 46

n. 18 - 20 luglio 1940
- Salvotti T., L'antiebraismo in Italia attraverso i secoli, pp. 6-11
- Landra Guido, L'antropologia nel quadro della politicarazza, pp. 12-15
- Turli Pasquale, L'ereditarietà nell'emofilia, pp. 16-17
- Marchiori Giovanni, Propaganda eugenica, pp. 18-23
- Leonori Cecina A., L'arte etiopica e le sue possibilità, pp. 24-26
- G.L., Il metodo dei gemelli, pp. 28-31
- Ghidini Gian Maria, Il cancro è ereditario?, pp. 32-33
- Boltho Von Hehenbach A., Negri americani ed africani in libertà, pp. 34-38
- Pensieri di Leopardi, p. 39
- Barduzzi Carlo, Rue Cadet, pp. 41-44
- Questionario, pp. 45-46

n. 19 - 5 agosto 1940
- Tosti Armando, Il razzismo di Friedrich Nietzsche, pp. 5-10
- Barduzzi Carlo, Un secolo di soprusi Giudeo-britannici in Egitto, pp. 12-17
- Sottochiesa Gino, Ebrei convertiti, pp. 18-22
- Landra Guido, Sistematica antica e moderna delle razze umane, pp. 23-28
- C.B., Disfatta giudaica, pp. 29-32
- Dell'isola G., Storia senza astrazioni, pp. 33-35
- G.L., I fattori ereditari dell'accrescimento, pp. 36-39
- Visiba F.P., Gli ebrei a Sciangai, pp. 40-42
- Pensieri di Leopardi, p. 43
- Questionario, pp. 44-46

n. 20 - 20 agosto 1940
- Cavallaro V., Omogeneità razziale del popolo siciliano, pp. 6-10
- Calosso Claudio, I Galla, pp. 12-15
- De Giglio A.M., La penetrazione giudaica in Europa nel sec. XIX, pp. 16-18
- Istvan Milotay, Gli ungheresi e il problema razziale, pp. 19-28
- Landra Guido, I metodi per lo studio delle razze umane, pp. 29-35
- G.L., Studio razziale delle impronte palmari, pp. 36-37
- G.D.I., L'età economica contro l'immagine romana cittadino, pp. 38-39
- La Sorsa Saverio, Gli ebrei per Napoleone, pp. 40-43
- Pensieri di Leopardi, p. 44
- Questionario, pp. 45-46

nn. 21-22 - 5 settembre 1940
- Montandon Giorgio, Da che cosa si riconoscono gli ebrei?, pp. 6-7
- La donna italiana nell'arte tedesca, pp. 8-9
- Salvotti T., Villa Medici venduta per 550 scudi, pp. 11-14
- Landra Guido, Ricerche modernesuiprincipalicaratteriantropologic, pp. 15-18
- Calzolari Alberto, Filiazione illegittima e razza, pp. 19-21
- Evola J., Anima e razza della guerra, pp. 22-26
- Visiba F.P., Avventurieri della politica, pp. 27-29
- Bobich Gjika, I Morlacchi, pp. 30-36
- Pensabene Giuseppe, Il serviziosegreto inglese, pp. 37-39
- Gurrieri Ottorino, L'Umbria contro gli ebrei, pp. 40-44
- Sottochiesa Gino, Gli ebrei nella nuova Europa e problema isolamento, pp. 45-47
- Procaccio A.R., La razza di Lagoa Santa, pp. 48-50
- G.L., La forma del viso nelle razze umane, pp. 51-54
- Manzi Luigi, Lo sport e la donna, pp. 55-58
- Pensieri di Leopardi, p. 59
- Questionario, pp. 60-62

n. 23 - 5 ottobre 1940
- Matteini Nevio, Baldassarre Castiglione, pp. 6-10
- G.L., Variazioni sistema tegumentario razze umane, pp. 11-16
- Giannetti Berlindo, Sionismo e sionisti, pp. 17-21
- Giraldi Giovanni, La razza movente della storia, pp. 22-25
- Tosti Armando, L'ebraismo non è una religione, pp. 26-29
- G.L., Considerazioni sulla patologia degli ebrei, pp. 30-33
- Dell'Isola G., Gli ebrei,gli inglesi e la guerra dell'oppio, pp. 34-36
- Lupi Gino, Antichissime virtù ariane, pp. 37-39
- Guidotti Paolo, Gli ebrei sotto le due torri, pp. 40-43
- Pensieri di Leopardi, p. 44
- Questionario, pp. 45-47

n. 24 - 20 ottobre 1940
- Landra Guido, Originecar.razza alla luce scie.moderna, pp. 6-11
- Callegari G.V., Pedro Centenio visto da un americanista, pp. 12-15
- Dell'Isola G., Gli scopi di guerra dichiarati dagli ebrei, pp. 16-17
- G.L., Studi sulla fisiologia razziale, pp. 18-22
- Horia Vintila, Popolo Romeno, pp. 23-26
- Mezio Alfredo, L'utopia sionista, pp. 27-28
- L.D., Un'interpretazione razzista dell' "Otello", pp. 29-33
- Sottochiesa Gino, Lo spirito ebraico del puritanesimo, pp. 34-38
- Mimenza CastilloRicardo, L'indiano d'America e la sua civiltà, pp. 39-43
- Pensieri di Leopardi, p. 44
- Questionario, pp. 45-46

### Anno IV (1940-1941)
n. 1 - 5 novembre 1940
- Nullo Paolo, Non furono gli ebrei i fondatori di Roma, pp. 6-10
- Landra Guido, Il problema dei meticci inEuropa, pp. 11-15
- Pensabene Giuseppe, Greci Classici e greci moderni, pp. 16-20
- Tosti Armando, Razza giapponese, pp. 21-25
- Ferroni Ferruccio, Il Mar Rosso contro Mosè, pp. 26-29
- Calosso Claudio, Aderenze leopardiane…., pp. 30-32
- Evola J., L'Ascia, pp. 34-38
- G.L., La razza di Cro-Magnon attraverso i secoli, pp. 39-42
- Pensieri di Leopardi, p.43
- Questionario, pp. 44-46

n. 2 - 20 novembre 1940
- Tosti Armando, Antirazzismo inglese, pp. 6-11
- Landra Guido, La letteratura razziale tedesca in tempo di guerra, pp. 13-18
- Procaccio A.R., Una razza che scompare, pp. 19-22
- Giannetti Berlindo, Ebrei ed ebraismo nella vecchia Romania, pp. 23-26
- Dell'Isola G., Somiglianze tra giudaismo e religionedegliinglesi, pp. 28-30
- Piceno Giorgio, I giudei di Salonicco, pp. 31-33
- G.L., Ricerche moderne sui gruppisanguigni, pp. 34-37
- Matarrese Fortunato, Gli ebrei a Roma nel seicento, pp. 38-42
- Pensieri di Leopardi, p.43
- Questionario, pp. 44-46

n. 3 - 5 dicembre 1940
- Cocchiara Giuseppe, La tradizione maltese, pp. 6-9
- Landra Guido, Le migrazioni oceaniche ed origine Malgasci, pp. 10-12
- Fer., Vita pittoresca di una razza nomade, pp. 13-15
- Vega, Mascherata antiebraiche nel '500…., pp. 16-18
- Nullo Paolo, L'eugenica razzista di Licurgo, pp. 19-22
- G.L., Razza e arte nella preistoriaromena, pp. 23-26
- Evola J., La razza e la filosofia della vita, pp. 27-29
- Pensieri di Leopardi, p.30
- Questionario, p.31

n. 4 - 20 dicembre 1940
- Pensabene Giuseppe, Il natale e le antiche feste della razza italica, pp. 6-7
- Evola J., Roma e il natale "solare"…., pp. 8-11
- G.L., Gli studi di Montandon sulla preistoria Giappone, pp. 12-14
- Modica Aldo, Latifondi e razza, pp. 15-20
- Guidotti Paolo, Il popolo più antisociale dell'impero romano, pp. 21-23
- Piceno Giorgio, Tramonto della "Repubblica degli ebrei", pp. 24-27
- Landra Guido, L'influenza dellacittà sulla forma dellatesta, pp. 28-30
- Questionario, p.31

n. 5 - 5 gennaio 1941
- Graziani Felice, Gli Aromeni del Pindo, pp. 6-9
- Landra Guido, Studi sull'aumento della statura in Scandinavia, pp. 10-12
- L.S., Ambiente,razza e attitudini professionali, pp. 13-17
- Dell'Isola G., L'autarchia negli antichi miti della razza italica, pp. 18-20
- G.L., Considerazioni sulla criminalità degli ebrei, pp. 21-24
- Santarelli Enzo, Dal Nazionalismo al razzismo, pp. 26-27
- Piceno Giorgio, La cucina degli ebrei, pp. 28-30
- Questionario, p. 31

n. 6 - 20 gennaio 1941
- Savelli Giovanni, Gente e costumi della Somalia ex inglese, pp. 6-8
- Evola J., Razza e super-razza nei nuovi spazi imperiali, pp. 9-11
- Landra Guido, La classificazione delle razze umane…, pp. 12-15
- Calosso Claudio, Alessandro Magno e la fonte di vita, pp. 18-19
- Zumaglini Cesare, Gli ebrei in Inghilterra al tempo di Shakespeare, pp. 20-21
- Von Leers, Madagascar terra promessa?, pp. 22-25
- Angeli Umberto, "Judeoscopia", pp. 26-27
- Tosti Armando, Degenerazione della razza anglosassone, pp. 28-30
- Questionario, p. 31

n. 7 - 5 febbraio 1941
- Interlandi Telesio, I due popoli eletti, pp. 6-8
- S.L., Valloni e fiamminghi, pp. 9-10
- Landra Guido, "Razze e popoli della terra", pp. 11-15
- Dell'Isola G., Che cosa è lo Jiddisch, pp. 18-19
- Evola J., I libri Sibilini, pp. 20-23
- Tosti Armando, Marxismo e semitismo, pp. 24-27
- Lupi Gino, Nobiltà anglosassone o nobiltà anglo-giudaica?, pp. 28-30
- Questionario, p. 31

n. 8 - 20 febbraio 1941
- Interlandi Telesio, Tirando Diritto, pp. 6-7
- Landra Guido, Antropologia, pp. 8-11
- Clemente Filippo, Classificazione delle razze umane, p. 12
- Tosti Armando, Atavismi psichici dellarazza inglese, pp. 13-15
- Almanacco del razzista,1/15/XIX, pp. 16-17
- Evola J., Filosofia,etica e mistica del razzismo, pp. 18-20
- Scaligero Massimo, Fronte unico ario, pp. 21-24
- Pensabene Giuseppe, Meticciato, pp. 25-27
- Baccigalupi Mario, La dottrina della razza in Tito Livio, pp. 28-30
- Questionario, p. 31

n. 9 - 5 marzo 1941
- Almanacco del razzista, p. 5
- Canevari Emilio, La politica della razza e il nuovo ordine europeo, pp. 6-11
- Semizzi Renato, Salute della razza, pp. 12-15
- Canevari Emilio, Chi è francese?, pp. 16-17
- Landra Guido, Caratteri fisionomici e identità razziale, pp. 18-20
- Baccigalupi Mario, Legislazione del razzismo, pp. 21-23
- Silvestri Giulio, Per un archivio genealogico nazionale, pp. 24-27
- Savelli Giovanni, Storia del giudaismo, pp. 28-30
- Questionario, p. 31

n. 10 - 20 marzo 1941
- Montandon Giorgio, L'Europa etno-razziale, pp. 5-8
- Pensabene Giuseppe, Meticciato, pp. 9-12
- Baccigalupi Mario, Legislazione del razzismo, pp. 13-15
- Zumaglini Cesare, Arte italiana antigiudaica, pp. 16-17
- Cipriani Lidio, Riti e superstizioni dei popoli africani, pp. 18-21
- Landra Guido, Antropologia, pp. 22-25
- Marchitto Nicola, Il conflitto razziale tre Giappone ed USA, pp. 26-29
- Almanacco del razzista, p. 30
- Questionario, p. 31

n. 11 - 5 aprile 1941
- Graziani Felice, Serbi megalomani, pp. 6-8
- Scaligero Massimo, La razza italiana, pp. 9-11
- Evola J., Filosofia etica e mistica del razzismo, pp. 12-15
- Landra Guido, Le razze dell'Asia meridionale e orientale, pp. 18-20
- Semizzi Renato, Salute della razza, pp. 21-26
- Piceno Giorgio, Lo spionaggio ebraico, pp. 27-29
- Almanacco del razzista, p. 30
- Questionario, p. 31

n. 12 - 20 aprile 1941
- Cipriani Lidio, Il fattore razziale nelle vicende balcaniche, pp. 6-9
- Savelli Giovanni, Storia del giudaismo, pp. 10-13
- Nieddu U.Niger, Dignità razziale delle platee, pp. 14-17
- Landra Guido, Antropologia, pp. 18-20
- L.D., La rivoluzione francese principio di regresso, pp. 21-23
- Montandon Giorgio, Vita e opere di Vacher De Lapouge, pp. 24-26
- Evola J., Filosofia etica e mistica del razzismo, pp. 27-29
- Almanacco del razzista, p. 30
- Questionario, p. 31

n. 13 - 5 maggio 1941
- Tosti Armando, La razza giudaica, pp. 6-9
- Gurrieri Ottorino, Genio artistico della nostra razza, pp. 10-11
- Landra Guido, Le razze europee e il problema delle aristocrazie, pp. 12-15
- Scaligeri Massimo, La razza italiana e la guerra, pp. 16-19
- Graziani Felice, Il fenomeno fanariota in Romania, pp. 20-21
- Evola J., Filosofiaetica e mistica del razzismo, pp. 22-25
- S.L., Origini della popolazione dell'Australia, pp. 26-29
- Almanacco del razzista, p. 30
- Questionario, p. 31

n. 14 - 20 maggio 1941
- Calosso Claudio, I pigmei africani, pp. 6-9
- Semizzi Renato, Salute della razza, pp. 10-12
- Nullo Paolo, Il razzismo nella"Città del Sole"di Campanella, pp. 13-15
- Perticone S., Originedegli ebrei di Rodi, pp. 16-17
- Baccigalupi Mario, Legislazionedel razzismo, pp. 18-21
- Savelli Giovanni, Cèline e il giudaismo, pp. 22-25
- Landra Guido, Antropologia, pp. 26-29
- Almanacco del razzista, p. 30
- Questionario, p. 31

n. 15 - 5 giugno 1941
- Cipriani Lidio, Critica razzista dell'egualitarismo democratico, pp. 6-8
- Brighenti Dino, Malattie parassitarie e razze umane, pp. 9-10
- Gurrieri Agostino, Il Mediterraneo e la civiltà ariana, pp. 11-15
- Cavallaro V., Tutela razzista della gioventù rurale, pp. 16-17
- Graziani Felice, La tratta dei negri d'America, pp. 18-20
- Samengo Odo, Mito e realtà delladonna ebrea, pp. 21-23
- Landra Guido, Antropologia, pp. 24-26
- Tosti Armando, La razza giudaica, pp. 27-29
- Alamanacco del razzista, p. 30
- Questionario, p. 31

n. 16 - 20 giugno 1941
- Cocchiara Giuseppe, La leggenda dell'ebreo errante, pp. 6-8
- Evola J., Panorama razziale dell'Italia preromana, pp. 9-11
- Modica Aldo, La maternità come difesa dellarazza, pp. 12-15
- Montandon Giorgio, I caratteri del tipo giudaico, pp. 16-19
- Baccigalupi Mario, Giurisprudenza razziale, pp. 20-23
- Landra Guido, Il certificato prematrimoniale, pp. 24-26
- Tosti Armando, Decadenza fisica dell'Inghilterra, pp. 27-29
- Almanacco del razzista, p. 30
- Questionario, p. 31

n. 17 - 5 luglio 1941
- Cogni Giulio, Armonie di razza, pp. 6-9
- Gurrieri Ottorino, S.Paolo e i giudei, pp. 10-11
- Landra Guido, Antropologia, pp. 12-15
- Calosso Claudio, L'utopia sionista, pp. 18-21
- Evola J., Roma aria, pp. 22-24
- Savelli Giovanni, Storia del giudaismo, pp. 25-27
- Gurrieri Ottorino, Gli ebrei in Francia dopo ladisfatta del 1940, pp. 28-29
- Almanacco del razzista, p. 30
- Questionario, p. 31

n. 18 - 20 luglio 1941
- Scaligero Massimo, Verso un Supernazionalismo razziale, pp. 6-9
- Landra Guido, Statistiche sui giudei in Romania, pp. 10-12
- Cipriani Lidio, Retaggi di primitivi alla nostra civiltà?, pp. 13-15
- Baccigalupi Mario, Legislazione del razzismo, pp. 18-20
- Modica Aldo, Origine e classificazione della razza italiana, pp. 21-24
- Calosso Claudio, Antiche divinità italiche, pp. 25-29
- Almanacco del razzista, p. 30
- Questionario, p. 31

n. 19 - 5 agosto 1941
- Modica Aldo, Antirazzismo e falso razzismo nellaRussiaBolscevic, pp. 6-8
- Modica Aldo, I Giudei nell'Armata Rossa, pp. 9-11
- Modica Aldo, Ghepeù, pp. 12-13
- Modica Aldo, Diplomazia giudaica, pp. 14-15
- Storia massonicadei protocollidei Savi di Sion, pp. 16-17
- Israele contro Dante, pp. 18-19
- Modica Aldo, Litwinoff Finkelstein, pp. 20-22
- Modica Aldo, La dinastia Kaganowich, p. 23
- Modica Aldo, L'Internazionale Giornalistica, pp. 24-25
- Modica Aldo, La cricca staliniana, pp. 26-27
- Churchill e gli ebrei, pp. 28-29
- Modica Aldo, Gli ebrei nell'URSS, pp. 6-15(a fianco)
- Almanacco del razzista, p. 30
- Questionario, p. 31

n. 20 - 20 agosto 1941
- Cipriani Lidio, Parodia antropologica in Russia, pp. 6-8
- Evola J., Filosofia etica mistica del razzismo, pp. 9-11
- Bottari Giuseppe, Che cosa sopravvive della psicanalisi?, pp. 12-13
- Scaligero Massimo, La razza italiana, pp. 14-15
- Stigliani Mario, Antigiudaismo di Pietro Aretino, pp. 18-20
- Savelli Giovanni, Il messia tra gli zeloti e i farisei, pp. 21-23
- Baccigalupi Mario, Legislazione del razzismo, pp. 24-26
- Graziani Felice, Razze baltiche ai margini dell'URSS, pp. 27-29
- Almanacco del razzista, p. 30
- Questionario, p. 31

n. 21 - 5 settembre 1941
- Cogni Giulio, Il bene e il male, pp. 6-9
- Savelli Giovanni, Storia del giudaismo, pp. 10-11
- Cipriani Lidio, I Boscimani, pp. 12-15
- Piceno Giorgio, Leggi ariane e trucchi giudaici, pp. 18-21
- Taviani Siro, Importanza dei denti sani, pp. 22-23
- Samengo Odo, Bela Kun,la belva di Mosca, pp. 24-26
- Landra Guido, Antropologia, pp. 27-29
- Almanaccodel razzista, p. 30
- Questionario, p. 31

n. 22 - 20 settembre 1941
- Cocchiara Giuseppe, La tradizione della Dalmazia, pp. 6-8
- Montandon Giorgio, La formazione delle razze umane, pp. 9-12
- Scaligero Massimo, Dalla razza di Roma alla razza italiana, pp. 13-15
- Evola J., Filosofia etica mistica del razzismo, pp. 18-21
- Gurrieri Ottorino, Vaspasiano e Tito distruttori di Israele, pp. 22-23
- Modica Aldo, Le razze dell'URSS, pp. 24-27
- Tosti Armando, La razza giudaica, pp. 28-29
- Almanacco del razzista, p. 30
- Questionario, p. 31

n. 23 - 5 ottobre 1941
- Cipriani Lidio, Gli Zulù, pp. 6-9
- Tosti Armando, La razza giudaica, pp. 10-12
- Graziani Felice, L'Affinità ugro-finnica, pp. 13-15
- Calosso Claudio, La civiltà minoico-cicladica, pp. 18-22
- Guido Oreste, L'avventuroso Salomone Bloom, pp. 23-24
- Landra Guido, Antropologia, pp. 25-26
- Tentoni M.C., Gli ebrei nello Stato pontificio, pp. 27-29
- Almanacco del razzista, p. 30
- Questionario, p. 31

n. 24 - 20 ottobre 1941
- Evola J., La razza e i capi, pp. 6-8
- Modica Aldo, Le razze dell'URSS.Settore asiatico, pp. 9-11
- Stigliani Mario, Gli ebrei nelle novelle del Sacchetti, p. 12
- Scaligero Massimo, Sangue e spirito, pp. 13-15
- Salvotti T., Sepher,Toldoth,Jeshu, pp. 16-17
- Landra Guido, Pedagogia Giudaica, pp. 18-21
- Cipriani Lidio, Vandalismi Anglo-giudaici in Africa, pp. 22-24
- Calosso Claudio, La civiltà paleo-sarda, pp. 25-29
- Almanacco del razzista, p. 30
- Questionario, p. 31

### Anno V (1941-1942)
n. 1 - 5 novembre 1941
- Landra Guido, Italianità razziale di Nizza, pp. 6-9
- Savelli Giovanni, La conferenza sionista di Cincinnati, pp. 10-12
- Cipriani Lidio, Pigmei e pigmoidi dell'Africa, pp. 13-15
- Cogni Giulio, Inferiori e superiori, pp. 18-21
- Graziani Felice, Le cinque razze del Manciucuò, pp. 22-24
- Baccigalupi Mario, Legislazione del razzismo, pp. 25-26
- Cocchiara Giuseppe, Invito allo studio dei popoli, pp. 27-29
- Almanacco del razzista, p. 30
- Questionario, p. 31

n. 2 - 20 novembre 1941
- Gurrieri Ottorino, Il tempio contro il Campidoglio, pp. 6-9
- Evola J., L'aquila, pp. 10-12
- Silvestri Giulio, Due santi contro unantipapa giudeo, pp. 13-15
- Vlora Alessandro Kemal, Note di antropologia albanese, pp. 18-20
- Modica Aldo, Le razze dell'URSS, pp. 21-24
- Landra Guido, Antropologia, pp. 25-26
- Cipriani Lidio, Gli Hutzuli, pp. 27-29
- Almanacco del razzista, p. 30
- Questionario, p. 31

n. 3 - 5 dicembre 1941
- Calosso Claudio, Origine e fortunadel nome Italia, pp. 6-9
- Savelli Giovanni, Storia del giudaismo, pp. 10-12
- Scaligero Massimo, La razza italiana, pp. 13-15
- Cipriani Lidio, Genti nomadi e genti sedentarie nell'Irak, pp. 18-21
- Zumaglini Cesare, Popoli dell'America centrale, pp. 22-23
- Landra Guido, Antropologia, pp. 24-26
- Ferroni F., Gli Etruschi civilizzatori d'America?, pp. 27-28
- Almanacco del razzista, p. 29
- Questionario, pp. 30-31

n. 4 - 20 dicembre 1941
- Cogni Giulio, Civiltà e razza, pp. 6-9
- Cipriani Lidio, Genti arabizzate in Africa, pp. 10-12
- Nullo Paolo, Interpretazione razzista di un mito, pp. 13-15
- Marro Giovanni, Giuda ebreo e Giuda negroide, pp. 16-20
- Scaligero Massimo, La razza e l'esperienza del dolore, pp. 21-23
- Landra Guido, Antropologia, p. 24
- Gurrieri Ottorino, Gli ebrei in Francia e l'Inquisizione, pp. 25-27
- Modica Aldo, Il certificato prematrimoniale, pp. 28-30
- Questionario, p. 31

n. 5 - 5 gennaio 1942
- Calosso Claudio, Reliquie delle culture litiche in Spagna, pp. 6-9
- Cogni Giulio, Razza e musica, pp. 10-12
- Tosti Armando, Antroposociologia, pp. 13-15
- Cipriani Lidio, Deformazioni cefaliche degli africani, pp. 18-20
- Montandon Giorgio, Carenza dello spirito, p. 21
- Landra Guido, Studi italiani sulle differenze razziali faccia, pp. 22-23
- Gurrieri Ottorino, Gli ebrei contro la Spagna nel Medioevo, pp. 24-26
- Stigliani Mario, L'ebreo nelle novelle del Sacchetti, p. 27
- Almanacco del razzista, p. 28
- Il razzismo in libreria, p. 29
- Questionario, pp. 30-31

n. 6 - 20 gennaio 1942
- Gurrieri Ottorino, Gli ebrei contro la Spagna, pp. 6-9
- Matteini Nevio, Popolo,stato,razza nel pensiero di V.Cuoco, pp. 10-11
- Soriti Umberto, Gli ebrei nelle Marche nei sec.XII e XVI, pp. 12-15
- Cipriani Lidio, Difesa della razza in Germania, pp. 18-20
- Tosti Armando, La razza giudaica, pp. 21-23
- Graziani Felice, I tartari in Russia, pp. 24-25
- Servolini Luigi, L'antico rito ebraico della circoncisione, pp. 26-27
- Landra Guido, Morfologia facciale, pp. 28-29
- Questionario, pp. 30-31

n. 7 - 5 febbraio 1942
- Interlandi Telesio, Ai confini dell'uomo, p. 6
- Savelli Giovanni, Stati Uniti.Mito razziale anglosassone, pp. 8-11
- La giungla, Chi è americano?,Babilonia, pp. 12-14
- Modica Aldo, Caratteri fisico-psichici anglosassoni inAmerica, pp. 15-21
- La religione deldelitto, orroriprigioniamericane,.., pp. 22-26
- Graziani Felice, Una razza che non nacque mai, pp. 27-31
- Gangsterismo politico, gran mondo americano,…, pp. 34-38
- Von Leers Johann, Come i giudei hanno trascinato gli USA in guerra, pp. 39-43
- Nemici inconciliabili, Tel aviv su rive Niagara,.., pp. 44-50
- Scaligero Massimo, Uomini bianchi,anime negre, pp. 51-55
- Harlem,Influenza dei negri negli USA, Linciaggi, pp. 56-59
- Almanacco del razzista, p. 60
- Il razzismo in libreria, p. 61
- Questionario, pp. 62-63

n. 8 - 20 febbraio 1942
- Landra Guido, Sovversivismo giudaico in Romania, pp. 6-8
- Cogni Giulio, Razza e musica, pp. 9-11
- Cipriani Lidio, Riti e tradizioni di antiche genti africane, pp. 12-15
- Evola J., La razza e la montagna, pp. 18-20
- Savelli Giovanni, Storiadelgiudaismo, pp. 21-24
- Encolpius, L'ebreo nel Decamerone, p. 25
- Scaligero Massimo, La razza italiana, pp. 26-29
- Questionario, pp. 30-31

n. 9 - 5 marzo 1942
- Landra Guido, Biologia e razza, pp. 6-8
- Cogni Giulio, Razza e musica, pp. 9-10
- Encolpius, L'ebreo nel Decamerone, p. 11
- Cucco Alfredo, La Siciliae la razza, pp. 14-15
- Cipriani Lidio, Gentie costumi dell'Africa centrale, pp. 16-18
- Graziani Felice, Schiavismo ed umanitarismo anglosassone, pp. 19-21
- Questionario, pp. 22-23

n. 10 - 20 marzo 1942
- Landra Guido, Fondamenti biologici del razzismo, pp. 4-7
- Graziani Felice, Rivalità razziali…, pp. 8-10
- Encolpius, L'ebreo nel Novellino, p. 11
- Cipriani Lidio, Sono anglosassoni inord-americani?, pp. 12-13
- Cogni Giulio, Razza e musica, pp. 14-16
- Catalano Franco, Come l'Inghilterra ha favorito l'immigrazione…., pp. 17-18
- Modica Aldo, Razza,civiltà e storia, pp. 19-21
- Questionario, p. 23

n. 11 - 5 aprile 1942
- Landra Guido, Razzismo e cromosomi, pp. 4-7
- Graziani Felice, Superbia razzista,ipocrisia antirazzista, pp. 8-9
- Catalano Franco, La potenza giudaica nell'unione sudafricana, pp. 10-11
- Savelli Giovanni, Solitudine razziale anglosassone, pp. 12-13
- Evola J., Razza,eredità personalità, pp. 14-16
- Cogni Giulio, Razza e musica, pp. 17-18
- Cipriani Lidio, Razze primitive d'Africa, pp. 19-21
- Questionario, p. 22

n. 12 - 20 aprile 1942
- Interlandi Telesio, Discorso alle "nuove linfe", pp. 3-4
- Baglioni Silvestro, I fattori biologici delle unità razziali, pp. 5-6
- Landra Guido, Le razze umane esistono, pp. 7-8
- Businco Lino, Arianità dell'Italia, pp. 9-10
- Evola J., Razzismo nordico-ario, pp. 10-11
- Cipriani Lidio, Il concetto di razza puramente biologico, pp. 12-13
- Graziani Felice, Caratteri del razzismo fascista, pp. 14-15
- Scaligero Massimo, Continuità storica della razza italiana, pp. 15-16
- Pensabene Giuseppe, In Italia, pp. 17-19
- Modica Aldo, Razze e sottorazze, pp. 19-21
- D'Anna Botta, Meticciato, pp. 21-22
- Questionario, p. 22

n. 13 - 5 maggio 1942
- Interlandi Telesio, Dietro il fronte razzista, p. 3
- Landra Guido, Storia vera del razzismo italiano, pp. 4-6
- Cogni Giulio, Gravità del problema ebraico in Italia, pp. 7-8
- Almirante Giorgio, …Ché la diritta via era smarrita…, pp. 9-11
- Scardaoni Francesco, L'Internazionale smascherata, pp. 12-13
- Tosti Armando, La pura razza italiana, p. 14
- Bartolozzi Roberto, Secolare continuità della nostra razza, pp. 15-16
- Graziani Felice, Nobiltà ariana degli italiani, p. 17
- Modica Aldo, Inoppugnabilità delle suddivisioni razziali, pp. 18-19
- Businco Lino, I Mediterranei nella razza italiana, p. 20
- Savelli Giovanni, Realtà biologica della razza, pp. 21-22
- Questionario, p. 23

n. 14 - 20 maggio 1942
- Block Alessandro, Poesia, pp. 6-7
- Nullo Paolo, Sciti, pp. 8-9
- Manacorda Guido, Essenza del bolscevismo, pp. 10-13
- Infanzia, gioventù, virilità, vecchiaia,…, pp. 14-31
- Dietro il sipario della Russia Bolscevica, pp. 32-41
- Ebrei nell'URSS,Komintern,arte comunista, pp. 42-49
- Scardaoni Francesco, Il bolscevismo tra i due volti dell'azione giudaic, pp. 50-52
- Modica Aldo, L'anti-uomobolscevico, pp. 53-55
- Capasso Aldo, Bolscevismo e civiltà, pp. 56-61
- Questionario, pp. 62-63

n. 15 - 5 giugno 1942
- Sen. Marro Giovanni, Razzismo vero e razzismo spurio, pp. 4-6
- Landra Guido, Fondamenti d'igiene razziale, pp. 7-9
- Calosso Claudio, Genesi scientifica del concetto di razza, pp. 10-11
- Savelli Giovanni, Sintesi storica dei giudei in Italia, pp. 12-13
- Tosti Armando, Nazionalità e razzismo, pp. 14-15
- Graziani Felice, I Meticci nella storia, pp. 16-17
- Modica Aldo, Evoluzione del concetto di arianesimo, pp. 18-19
- Semizzi Renato, Storia delle classificazioni razziali, pp. 20-21
- Questionario, p. 22

n. 16 - 20 giugno 1942
- Savelli Giovanni, Ebrei al lavoro, pp. 4-5
- Landra Guido, Indice cefalico degli ebrei, pp. 6-9
- Documentiavversione ebraicacontrolavorosudato, pp. 10-11
- Eterno trionfo di Roma sul giudausmo parassita, pp. 12-13
- Nieddu Ubaldo, Razzismo biologico e fine dell'individualismo, pp. 14-16
- Angeli Umberto, Meglio del Pogrom, pp. 17-19
- Cat. F., La dinastia ebraica del petrolio, pp. 20-21
- Questionario, p. 22

n. 17 - 5 luglio 1942
- Landra Guido, Il razzismo e la scienza italiana, pp. 4-9
- De Michelis E., Grandi e piccole razze, pp. 6-7
- Giuffrida Ruggieri, Il concetto di razza è puramente biologico, pp. 8-9
- Pulle G., Italia ariana, pp. 10-11
- Pulle G., Continuità della razza italiana, pp. 12-13
- Livi Rodolfo, Esiste una pura razza italiana, pp. 14-15
- Sergi G., Bisogna chetuttigliitaliana sidichiarino razzisti, pp. 16-17
- Biasutti R., Mediterranei e africani, pp. 18-19
- Livi R., Gli ebrei non appartengono alla razza italiana, pp. 20-21
- Sergi G., Lerazze umane esistono, pp. 4-5
- Chigi A., Meticciato, p. 22

n. 18 - 20 luglio 1942
- Montandon Giorgio, Il passaporto ancestrale, pp. 4-6
- Tirelli M., Gli australiani giudicati da Darwin, p. 7
- Stigliani Mario, "Lamento e morte di Manas Hebreo", p8-9
- Modica Aldo, Geografia psichica e diversità razziali, pp. 10-11
- Landra Guido, Quattro anni di razzismo, pp. 12-13
- Scaligero Massimo, Il volto autentico della civiltà mediterranea, pp. 14-16
- Cat F., Churchill agente del giudaismo, pp. 17-18
- Graziani Felice, L'alterità come ineguaglianza, p. 19
- Cocchiara Giuseppe, Gli ebrei nella poesia popolare, p. 20
- Questionario, p. 21

n. 19 - 5 agosto 1942
- Landra Guido, Il problema della razza e la scienza sperimentale, pp. 4-5
- Savelli Giovanni, Storia del giudaismo, pp. 6-7
- Tosti Armando, Antroposociologia, pp. 8-9
- Angelini L., Decadenza razziale del Sud-Africa inglese, pp. 10-11
- Kiler, Ebraismo francese in cifre, pp. 14-16
- Baccigalupi Mario, Diritto razziale ereditario, pp. 17-19
- Encolpius, Il giudeo nel "Pecorone", pp. 20-21
- Questionario, p. 22

n. 20 - 20 agosto 1942
- Scaligero Massimo, Coscienza del sangue, pp. 4-6
- Modica Aldo, Una nuova teoria sullìorigine delle razze, pp. 7-8
- Cipriani Lidio, "I veri uomini" dell'Alto Zambesi", pp. 9-11
- Tosti Armando, La razza giudaica, pp. 12-14
- Graziani Felice, La "Concordia delle razze" ne Manciucuò, p. 15
- Landra Guido, Giudei nella ex-Jugoslavia, pp. 16-17
- Scucchia Angelo, Israele in Inghilterra, pp. 18-20
- Modica Aldo, Genetica, p. 21
- Questionario, p. 22

n. 21 - 5 settembre 1942
- Landra Guido, Razzismo ed espansione imperiale, pp. 4-6
- Chignoli Roberto, Antigiudaismo magiaro, pp. 7-9
- Cipriani Lidio, Infanzia e maternità nei 5 continenti, pp. 10-11
- Savelli Giovanni, Sionismo di guerra, pp. 12-13
- Graziani Felice, La razza in funzione di personalità, pp. 14-15
- Encolpius, Il giudeo nei proverbi, p. 16
- Cat F., Alle origini dell'alleanza anglo-giudaica, pp. 17-20
- Modica Aldo(Mod.), Genetica, p. 21
- Questionario, p. 22

n. 22 - 20 settembre 1942
- Vlora Alessandro Kemal, La razza giapponese, pp. 4-7
- Modica Aldo, Interpretazione biologica della crisi occidentale, pp. 8-10
- Encolpius, Rissa tra Mardochai e Badanai, p. 11
- Dal gallo morente al gallo dormiente, pp. 12-13
- Cat F., Disraeli e il canale di Suez, pp. 14-16
- Tosti Armando, Educazione e razzismo, pp. 17-18
- Scucchia Angelo, Israele in Inghilterra, pp. 19-20
- Modica Aldo(Mod.), Genetica, p. 21
- Questionario, p. 22

n. 23 - 5 ottobre 1942
- Tosti Armando, Il volto della razza italiana, pp. 4-5
- Encolpius, Gli ebrei visti da G.C.Croce, p. 6
- Vlora Alessandro Kemal, La razza Giapponese, pp. 7-11
- U.A., La razza che costruisce, pp. 12-14
- Calosso Claudio, Psicologia della preistoria, pp. 15-16
- Cat F., Gli ebrei e l'India, pp. 17-18
- Graziani Felice, Fondamenti Archeologici dell'arianesimo, pp. 19-20
- Modica Aldo(Mod.), Genetica, p. 21
- Questionario, p. 22

n. 24 - 20 ottobre 1942
- Landra Guido, Il razzismo italiano e il sud-est europeo, pp. 4-6
- Modica Aldo, L'origine dell specieper reattività razziale, pp. 7-9
- Ferrari Giuseppe, Il ghetto di Milano, p. 9
- Encolpius, La storia Baruccabà, p. 10
- Cipriani Lidio, Maternità e infanzia nei 5 continenti, pp. 11-13
- Graziani Felice, Sintesi razziale e storica dell'arianesimo, pp. 14-15
- Vlora Alessandro Kemal, La razza giapponese, pp. 16-18
- Gurrieri Agostino, Gli ebrei in un romanzo contemporaneo, pp. 19-20
- Modica Aldo(Mod.), Genetica, p. 21
- Questionario, p. 22

### Anno VI (1942-1943)
n. 1 - 5 novembre 1942
- Cipriani Lidio, L'india vista da un razzista, pp. 4-6
- Contri Siro, L'emendamento spinoziano, pp. 7-8
- Landra Guido, Razzismo biologico e scientismo, pp. 9-11
- Savelli Giovanni, Storia del giudaismo, pp. 12-13
- Encolpius, L'ebreo nei sonetti del Belli, p. 14
- Graziani Felice, L'istinto di superiorità nel sangue ariano, pp. 15-16
- De Blasio Ada, Frenastenie e meticciato, p. 17
- Modica Aldo(Mod.), Genetica, p. 18
- Questionario, p. 20

n. 2 - 20 novembre 1942
- Graziani Felice, Funzione antiariana del meticciato storico, pp. 4-6
- Modica Aldo, Razza italiana in Svizzera, pp. 7-9
- Tosti Armando, Pedagogia razzista, pp. 10-11
- Manzi Luigi, Lo Sport e la donna, pp. 12-13
- Landra Guido, Il problema degli incroci a Trinidad edinVenezuela, pp. 14-16
- Encolpius, Il giudeo nelle lettere di S.Caterina da Siena, p. 17
- Cipriani Lidio, Genti del Nilo, pp. 18-20
- Modica Aldo(Mod.), Genetica, p. 21
- Questionario, p. 22

n. 3 - 5 dicembre 1942
- Landra Guido, Il razzismo e la gioventù italiana, pp. 4-6
- Contri Siro, Difenderci da Israele, pp. 7-8
- Cipriani Lidio, L'evoluzione razziale dei Brahmini, pp. 9-11
- Graziani Felice, Razzismo integrale, pp. 12-13
- Calosso Claudio, Misogiudaismo arabinellareligione,polemica e stori, pp. 14-16
- Encolpius, Origine della canzone di Baruccabà, p. 17
- U.A., Slavi, pp. 18-20
- Modica Aldo(Mod.), Genetica, p. 21
- Questionario, p. 22

n. 4 - 20 dicembre 1942
- Modica Aldo, Inferiorità razziale anglosassoni, pp. 4-7
- Encolpius, Gli ebrei nel Tiraboschi e nel Vasari, p. 8
- Landra Guido, Conflitto di razze, pp. 9-11
- Savelli Giovanni, Nasce la Repubblica sionista, pp. 12-13
- Gurrieri Agostino, Aristocrazia di diritto e aristocrazia di fatto, pp. 14-16
- Di Caporiacco Lodovico, Terminologia razzista, pp. 17-18
- Graziani Felice, Il sesso della razza, pp. 19-20
- Modica Aldo(Mod.), Genetica, p. 21
- Questionario, p. 22

n. 5 - 5 gennaio 1943
- Tosti Armando, La razza anglosassone contro l'Europa, pp. 4-6
- Savelli Giovanni, Storia del giudaismo, pp. 7-8
- Modica Aldo, Inferiorità razziale degli anglosassoni, pp. 9-11
- Modica Aldo, Coelum non animum mutant, pp. 12-13
- Vlora Alessandro Kemal, L'Italianità della Corsica, pp. 14-17
- Graziani Felice, Unità ed italianità Italia Pelasgica, pp. 18-20
- Modica Aldo(Mod.), Genetica, p. 21
- Questionario, p. 22

n. 6 - 20 gennaio 1943
- Landra Guido, Antropologia delle grandi città, pp. 4-6
- Contri Siro, Funzioneidea razzanellacostruzionespazi vitali, pp. 7-8
- Chillemi Guglielmo, Gli ebrei nel Marocco, pp. 9-11
- Graziani Felice, Etnos Italico, pp. 12-14
- Encolpius, La "Divisa"degli ebrei, p. 15
- Modica Aldo, Inferiorità razziale degli anglosassoni, pp. 16-18
- Cipriani Lidio, Razze e caste dell'India meridionale, pp. 19-20
- Modica Aldo(Mod.), Genetica, p. 21
- Questionario, p. 22

n. 7 - 5 febbraio 1943
- Orbetello Alfredo, Gli Inglesi o dell'intima elezione, pp. 4-8
- Orbetello Alfredo, L'orribile viaggio, pp. 9-10
- Orbetello Alfredo, Incendi,massacri,violenze,…, p. 11
- L'Inghilterra e la tratta dei negri, pp. 14-20
- Modica Aldo(Mod.), Genetica, p. 21
- Questionario, p. 22

n. 8 - 20 febbraio 1943
- Podaliri Guido, Giornalismo ebraico a Roma, pp. 4-6
- Contri Siro, Hegel giudaizzato, pp. 7-8
- Modica Aldo, Inferiorità razziale anglosassoni, pp. 9-11
- Landra Guido, Fronte Unico del razzismo italiano, pp. 12-13
- Savelli Giovanni, Il"dolore"giudaico, pp. 14-15
- Encolpius, L'ebreo errante, p. 16
- Cipriani Lidio, Fra i primitivi dell'India meridionale, pp. 17-18
- Tosti Armando, Caos razzialenegli Stati Uniti, pp. 19-20
- Modica Aldo (Mod.), Genetica, p. 21
- Questionario, p. 22

n. 9 - 5 marzo 1943
- Nullo Paolo, Lo scandalo nella fogna, pp. 4-7
- Delinquenti dalla nascita, pp. 8-10
- L'indegno clero, p. 11
- I leali protettori.Irlanda martire,…, pp. 14-15
- Jean De la Poulaine, Scandali eprostituzione, p. 16
- Jean De la Poulaine, L'Esercito inglese è il più sifilitico del mondo, p. 17
- Tirelli Mario, Pirati, p. 18
- L'inglese tipo, pp. 19-20
- Modica Aldo, Genetica, p. 21
- Questionario, p. 22

n. 10 - 20 marzo 1943
- Landra Guido, L'invasione dei mongoli, pp. 4-7
- Cipriani Lidio, Fierezza di razza nell'India meridionale, pp. 8-9
- Calosso Claudio, Arabismo e giudaismo in Terrasanta, pp. 10-11
- Modica Aldo, Inferiorità razziale degli anglosassoni, pp. 12-14
- Savelli Giovanni, Storia del Giudaismo, pp. 15-17
- Graziani Felice, Celti e ariani, pp. 18-19
- Encolpius, L'ebreo errante, p. 20
- Modica Aldo (Mod.), Genetica, p. 21
- Questionario, p. 22

n. 11 - 5 aprile 1943
- Modica Aldo, Genetica, p. 21 (dall'enumerazione delle pagine, nella realtà delle facciate relative alla copia stampanta p. 3)
- Questionario, p. 22 (dall'enumerazione delle pagine, nella realtà delle facciate relative alla copia stampanta p. 4)

n. 12 - 20 aprile 1943
- Landra Guido, Presente e avvenire del razzismo italiano, pp. 4-6
- Contri Siro, "Serietà"dell'alta cultura giudaica, pp. 7-8
- Malachini Vasto, L'Europa e la razza, pp. 9-11
- Modica Aldo, Esiste una gerarchia delle razze umane?, pp. 12-14
- Palanti G.B., Significato dell'ambiente per la razza, pp. 15-16
- Graziani Felice, Gli ebrei al cospetto delle razze ariane, pp. 17-18
- R.M., Motivi dell'antigiudaismo di Tacito, pp. 19-20
- Modica Aldo (Mod.), Genetica, p. 21
- Questionario, p. 22

n. 13 - 5 maggio 1943
- Savelli Giovanni, Storia interna dell'anglo-giudaismo, pp. 4-9
- Belloch H., L'influsso ebraico, pp. 10-11
- Inglesi e giudei in guerra con l'asse, pp. 14-15
- Belloe Hilaire, La corsa dei giudei al potere, pp. 16-17
- Meyer-Christian, Un re inglese servo dei giudei, p. 18
- Plutocrazia giudeo-inglese,sangue infetto,….., pp. 19-20
- Modica Aldo, Genetica, p. 21
- Questionario, p. 22

n. 14 - 20 maggio 1943
- Vlora Alessandro Kemal, Italianità della Corsica, pp. 4-7
- Encolpius, La leggenda dell'ebreo errante, p. 8
- Capasso Aldo, Appunti sugli etruschi, pp. 9-11
- U.A., In difesa delle donne, pp. 12-14
- Graziani Felice, Gli ebrei al cospetto degli ariani, pp. 15-16
- Cipriani Lidio, Antiche genti dell'India meridionale, pp. 17-18
- Landra Guido, Cervello e intelligenza, pp. 19-20
- Modica Aldo (Mod.), Genetica, p. 21
- Questionario, p. 22

n. 15 - 5 giugno 1943
- Interlandi Telesio, Inintelligenza col nemico, pp. 3-5
- Landra Guido, Razzismo ed evoluzionismo, pp. 6-7
- Capasso Aldo, Appunti sugli etruschi, pp. 8-11
- Di Caporiacco Lodovico, Cittadini e sudditi nel Dodecanneso, pp. 12-13
- Contri Siro, La" lettura" eldorado del giudaismo, pp. 14-15
- Graziani Felice, Psiche Giudaica-istinto ariano, pp. 16-17
- Savelli Giovanni, Polemica e propaganda del giudaismo, pp. 18-20
- Modica Aldo, Genetica, p. 21
- Questionario, p. 22

n. 16 - 20 giugno 1943
- Modica Aldo, Esiste una gerarchia delle razze umane?, pp. 4-6
- Landra Guido, Ebrei antropologi e razzisti, pp. 7-8
- Gurrieri Agostino, L'italianità del '500 e del '600, p. 9
- Malachini Vasto, L'Europa razziale, pp. 10-11
- Graziani Felice, Superiorità e "inferiorità"arianesimo, pp. 12-13
- Savelli Giovanni, Storia del giudaismo, pp. 14-16
- Schiavi Giovanni, Ritorno alle origini del razzismo fascista, pp. 17-18
- Tosti Armando, Antroposociologia, pp. 19-20
- Modica Aldo (Mod.), Genetica, p. 21
- Questionario, p. 22